# Chen Qiqiu
Chen Qiqiu (en chino: 陈其遒; Meizhou, 4 de enero de 1978) es un deportista chino que compitió en bádminton, en la modalidad de dobles mixto.
Ganó una medalla de bronce en el Campeonato Mundial de Bádminton de 2003. Participó en dos Juegos Olímpicos de Verano, en los años 2000 y 2004, ocupando el quinto lugar en Atenas 2004, en la prueba de dobles mixto.

## Palmarés internacional
| Campeonato Mundial | Campeonato Mundial       | Campeonato Mundial | Campeonato Mundial |
| Año                | Lugar                    | Medalla            | Prueba             |
| ------------------ | ------------------------ | ------------------ | ------------------ |
| 2003               | Birmingham (Reino Unido) | Medalla de bronce  | Dobles mixto       |